# Бреннер, Сидней
Сидней Бре́ннер (англ. Sydney Brenner; 13 января 1927, Джермистон, Южно-Африканский Союз — 5 апреля 2019) — южноафриканский и британский биолог, лауреат Нобелевской премии по физиологии или медицине 2002 года.
Член Лондонского королевского общества (1965) и Леопольдины (1975), иностранный член Национальной академии наук США (1977), Американского философского общества (1979), Испанской королевской АН (1985) и Парижской АН (1992), почётный член Эдинбургского королевского общества (1979) и Японской академии наук.

## Биография
Родился в Южной Африке в небольшом городке Джермистон в семье еврейских иммигрантов. Его отец, сапожник Моррис Бреннер, эмигрировал из Литвы в 1910 году, а мать Лея Блехер — из Латвии (Рига) в 1922 году. Окончил ведущий Университет Витватерсранда в Йоханнесбурге, аспирантуру в Оксфордском университете и получил степень доктора философии. С 1959 года фелло кембриджского Кингс-колледжа. Возглавлял лабораторию молекулярной биологии Кембриджского университета (1976—1986). В 1996 году основал Институт молекулярных наук в Калифорнийском университете в Беркли, в настоящее время ассоциированный с Институтом биологических исследований Солка (Сан-Диего).
В 1960-х годах Бреннер внёс существенный вклад в раскрытие триплетного кода трансляции белка. В ходе эксперимента вместе с выдающимся английским физиологом Фрэнсисом Криком они открыли мутации сдвига рамки. Это обеспечило в дальнейшем раскрытие генетического кода.
После этого Бреннер сфокусировался на биологии Caenorhabditis elegans как модельного организма для исследования биологии развития, включая нейрональное развитие. Он выбрал этого миллиметрового почвенного червя в качестве модели благодаря простоте его анатомии, лёгкости выращивания в больших количествах и, самое главное, потому что он оказался исключительно подходящим для генетического анализа.
За последние исследования Сидней Бреннер вместе с Робертом Хорвицем и Джоном Салстоном в 2002 году получил Нобелевскую премию по физиологии или медицине «За открытия в области генетического регулирования развития человеческих органов». Его Нобелевская лекция называлась «Природный дар науке» и была посвящена скромной нематоде, которая помогла раскрыть многие особенности развития организмов, такие как апоптоз.
В знак заслуг Бреннера и его пионерской роли во всеобщем исследовательском сообществе, работающем на C. elegans, другая нематода, родственная C. elegans, была названа Caenorhabditis brenneri.
В 2008 году его именем был назван институт Университета Витватерсранда Sydney Brenner Institute for Molecular Bioscience.
В 2016 году С. Бреннер подписал письмо с призывом к Greenpeace, Организации Объединённых Наций и правительствам всего мира прекратить борьбу с генетически модифицированными организмами (ГМО).
Член EMBO (1964), общества Макса Планка (1988), Европейской академии (1989), иностранный почётный член Американской академии искусств и наук (1965), фелло Американской ассоциации содействия развитию науки (1966), Американской академии микробиологии (1996), почётный член Society for Biological Chemists (1975), Индийской АН (1989), АМН Великобритании (1999), иностранный член Royal Society of South Africa (1983).
Последние годы жизни работал в Агентстве по науке, технологии и исследованиям (A*STAR) в Сингапуре. Умер 5 апреля 2019 года.

## Награды и отличия
- William Bate Hardy Prize[англ.] (1969)
- Премия Альберта Ласкера за фундаментальные медицинские исследования (1971, совместно с Сеймуром Бензером и Чарлзом Яновским)[18][19]
- Королевская медаль Лондонского королевского общества (1974)
- Международная премия Гайрднера (1978[20], 1991[21])
- Медаль Ханса Кребса[англ.] (1980)
- Novartis Medal and Prize[англ.], Биохимическое общество (1980)
- Ciba Medal, Biochemical Society[англ.] (1981)
- Премия Розенстила (1986)
- Премия Харви (1987)[22]
- Louis-Jeantet Prize for Medicine[англ.] (1987)
- Медаль Общества генетики Америки[англ.] (1987)
- Премия Киото (1990)[23]
- Медаль Копли (1991)
- Международная премия короля Фейсала (1992)
- Премия Дэна Дэвида[24]
- Премия фонда «March of Dimes» по биологии развития (2002, совместно с Сеймуром Бензером)[25]
- Нобелевская премия по физиологии или медицине (2002)
- UCSD/Merck Life Sciences Achievement Award (2005)

Орден Кавалеров Почёта (1986), Орден Мапунгубве в золоте (2005), португальский Большой Крест ордена Инфанта дона Энрике (2009), японский Орден Восходящего солнца 1 степени (2017).
Почётный доктор, в частности Чикагского университета (1976), Гарварда (2002) и Йеля (2003).